# 小川紗季
小川 紗季（おがわ さき、1996年11月18日 - ）は、日本の元歌手、元アイドルで、ハロー!プロジェクトの女性アイドルグループ・スマイレージ（現：アンジュルム）の元メンバー。元ハロプロエッグ。公式ニックネームはサキチィー。
埼玉県出身。血液型A型。元アップフロントエージェンシー所属。

## 略歴
2004年
- 「ハロプロ エッグ オーディション2004」に合格し、ハロプロエッグの一員となる。

2009年
- 4月4日、『2009 ハロー!プロジェクト新人公演 4月 〜横浜HOP!〜』にて前田憂佳、和田彩花、福田花音とともに「メジャーデビューを目指す新ユニット」に選抜されたことが発表された。
- 5月8日、プロデューサーのつんく♂（シャ乱Q）が自身のオフィシャルブログにて、前述の新ユニットの名称を「S/mileage（スマイレージ）」と発表。

2010年
- 1月11日 - 3月31日、『おはスタ1部「ムッシータウン」』にムシガールとして出演。
- 2月26日、Twitterおよびアメーバブログを開始。
- 3月27日、『2010 ハロー!プロジェクト新人公演3月 〜横浜GOLD!〜』をもってハロプロエッグを卒業。
- 4月1日、この日より田中絵里花、井之上史織とともに『おはスタ』のおはガールとしてレギュラー出演。
- 4月3日、スマイレージのメジャーデビューが決定。
- 5月26日、シングル『夢見る 15歳』でメジャーデビュー。

2011年
- 5月初旬、プロデューサーのつんく♂にスマイレージおよびハロー!プロジェクトを辞めたいと正式に伝え、了承された。
- 8月24日、『おはスタ』およびおはガールを卒業し、同月27日をもってスマイレージおよびハロー！プロジェクトを卒業することが発表された。RBB TODAYはつんく♂のメッセージを根拠に「急に決まったということではないようだ」としている。
- 8月27日、名古屋の東別院ホールにて行われたシングル『有頂天LOVE』のCD購入者特典イベントをもって、スマイレージおよびハロー!プロジェクトを卒業し、同時に芸能界を引退。

2024年
- 3月12日、新宿LOFT (東京都)にて開催された、TOKYO PINK presents『巫まろ生誕記念ライブ〜 Sound of Flower29〜』にゲスト参加。約12年半ぶりにステージに復帰。巫まろ（福田花音）およびゲスト参加した西井万里那、鎮目のどかとともに「有頂天LOVE」、そして巫まろ（福田花音）と2人による「スキちゃん」の2曲を披露した。
- 3月14日、Instagramを開始。初回投稿では同年3月12日に行われたステージ終了後のファンとの集合写真を公開。

2025年
- 2月17日、新しいアカウントでXを開始。

## 人物
- 性格は、本人曰く「明るくポジティブ。あと、すごい笑い上戸って言われます。」[16]。つんく♂によれば、いたずらっ子で超おしゃべり好き[17]。
- 食べることが大好きな食いしん坊[18][19]。好きな食べ物はメロン。
- 特技はモノマネ、バトン、早食い。
- 料理の手伝いをするのが好きで、自身も餃子やナス味噌炒めなどが作れるとのこと[20]。
- おはスタ出演時はユニークなクマのぬいぐるみ『フィッフィー』を抱き、語尾に「〜れす。」を付けるなど不思議ちゃんキャラクター設定となっていた[21]。

## 出演

### テレビ番組
- 特番!!ちゃお.TV〜ハロプロエッグのプリンセス決定戦〜（2007年9月2日 - 10月21日）[22]
- おはスタ第1部 ムッシータウン（2010年1月11日 - 3月31日、テレビ東京） - ムシガール[要出典]
- おはスタ第2部 スーパーライブ（2010年4月1日 - 2011年8月24日、テレビ東京） - おはガールメープル[4][7]

### ラジオ番組
- オードリーのシャンプーおじさん（2010年10月20日・27日）

### コンサート
- カントリー娘。LIVE2006〜Shibuya des Date〜（2006年9月2日・3日、SHIBUYA-AX） - アンコールに和田彩花、前田憂佳、森咲樹とともに出演。
- 第一回 ハロー!プロジェクト新人公演 〜さるの刻〜／〜とりの刻〜（2007年5月13日、渋谷C.C.Lemonホール）
- 2007 ハロー!プロジェクト新人公演8月 〜横浜で会いましょう〜（2007年8月26日、横浜BLITZ）
- 2007 ハロー!プロジェクト新人公演11月 〜品川で会いましょう〜（2007年11月23日、品川ステラボール）
- 2008 ハロー!プロジェクト新人公演3月 〜キラメキの横浜 〜（2008年3月29日、横浜BLITZ）
- 2008 ハロー!プロジェクト新人公演6月 〜赤坂HOP!〜（2008年6月22日、赤坂BLITZ）
- 2008 ハロー!プロジェクト新人公演9月 〜芝公園STEP!〜（2008年9月23日、メルパルクホール）
- 2008 ハロー!プロジェクト新人公演11月 〜横浜JUMP!〜（2008年11月24日、横浜BLITZ）
- 2009 ハロー!プロジェクト新人公演4月 〜横浜HOP!〜（2009年4月4日・5日、横浜BLITZ）
- 2009 ハロー!プロジェクト新人公演6月 〜中野STEP!〜（2009年6月7日、中野サンプラザ）[23]
- 2009 ハロー!プロジェクト新人公演9月 〜横浜JUMP!〜（2009年9月23日、横浜BLITZ）[24]
- 2009 ハロー!プロジェクト新人公演11月 〜横浜FIRE!〜（2009年11月23日、横浜BLITZ）[25]
- 2010 ハロー!プロジェクト新人公演3月 〜横浜GOLD!〜（2010年3月27日、横浜BLITZ）[26]
- TOKYO PINK presents『巫まろ生誕記念ライブ〜 Sound of Flower29〜』（2024年3月12日、新宿LOFT）

### イベント
- Cutie Circuit 2007 〜MAGICAL CUTIE感謝祭〜（2007年8月24日、東京体育館）
- ハロプロエッグデリバリーステーション!01（2007年9月22日、サンストリート亀戸）[27]
- モーニング娘。10年記念展特別ステージ（2007年9月24日、サンシャイン文化会館）

### 舞台
- 34丁目の奇跡〜Here's Love〜（2005年11月 - 12月） - ヘンリカ 役[要出典]
- 劇団ゲキハロ第8回公演 BS-TBS 10周年企画「おばぁちゃん家のカレーライス 〜スマイルレシピ〜」（2009年8月18日 - 22日、六本木 俳優座劇場） - 千帆 役
- 恋するハローキティ（2009年11月11日 - 19日、青山円形劇場） - スミレ 役

### ビデオ
- もったいないばあさん音頭（2007年6月29日）

## 参加ユニット
- スマイレージ（2009年 - 2011年）
- シャッフルユニット
  - ZYX-α（2009年 - 2011年）
- おはガールメープル（2010年 - 2011年）